# Alegação de agressão sexual de Joe Biden
Em março de 2020, durante a campanha eleitoral presidencial dos Estados Unidos de 2020, a ex-assessora congressional Tara Reade alegou que o candidato democrata Joe Biden a teria agredido sexualmente em 1993 em um edifício de escritórios no Capitol Hill, quando ela trabalhava como assistente em seu escritório. Biden negou a alegação de Reade.
Reade trabalhou para Biden como assessora congressional em 1992 e 1993, e posteriormente frequentou a Universidade Antioch e a Faculdade de Direito da Universidade de Seattle [en]. Mais tarde, atuou como defensora de vítimas de violência doméstica. Ela relatou ter sofrido abusos físicos e emocionais violentos por parte de seu pai e ex-marido, o que a motivou a trabalhar em prol de vítimas. Reade misrepresentedou-se e suas experiências de vida em várias ocasiões, incluindo mentir sob juramento e em processos judiciais. Por exemplo, ela afirmou falsamente possuir um diploma de bacharel pela Antioch University.
Antes de acusar Biden de agressão sexual em 2020, Reade fez comentários que retratavam seus encontros com Biden de maneira diferente. Em abril de 2019, ela afirmou ter apresentado uma queixa em 1993 contra Biden a um escritório de recursos humanos do Senado, alegando que ele a fez sentir desconfortável com comentários que considerava depreciativos, incluindo um suposto elogio à sua aparência e um pedido para que servisse bebidas em um evento do Senado. Contudo, na queixa, Reade não acusou Biden de qualquer tipo de má conduta sexual e não mencionou a suposta agressão.
Em maio de 2023, Reade desertou para a Rússia em busca de cidadania russa, citando preocupações com segurança. Ela anunciou isso durante uma entrevista com a Sputnik em Moscou, ao lado da ativista Maria Butina. Reade afirmou que se sentia segura em Moscou.

## Contexto

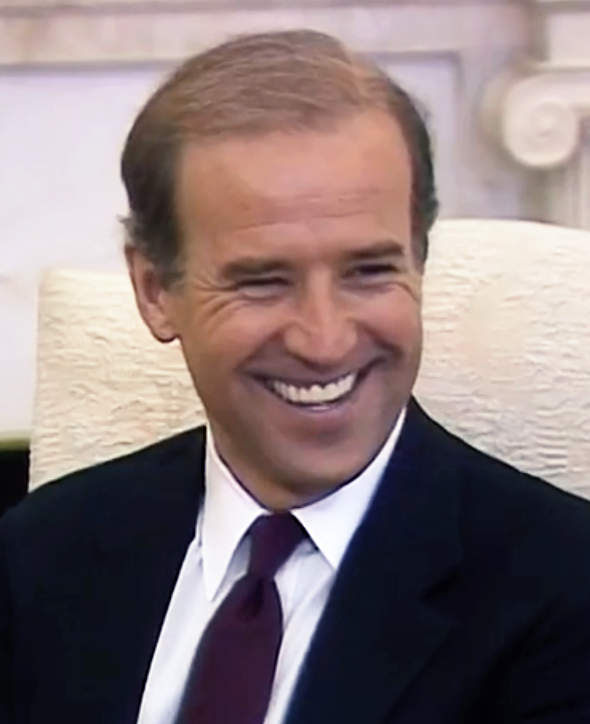
Joe Biden em 1987

Tara Reade, nascida Tara Reade Moulton em 26 de fevereiro de 1964, residia em Condade de Nevada, Califórnia. Ela mudou seu sobrenome legal para McCabe em 1998 por proteção devido a violência doméstica. Reade realizou trabalhos de advocacia para vítimas de violência doméstica, inicialmente no estado de Washington e, posteriormente, na Califórnia. No início de 2020, ela trabalhava meio período com famílias de crianças com necessidades especiais em Nevada County. Ela obteve um Juris Doctor pela Universidade de Seattle [en] em 2004, mas não exerceu a advocacia. Ela ocupou cargos e realizou trabalhos voluntários em agências governamentais locais e em organizações sem fins lucrativos, desempenhando funções em áreas como advocacia de vítimas e resgate de animais.
Reade trabalhou como assistente no escritório de Biden no Senado dos EUA de dezembro de 1992 a agosto de 1993, quando estava na faixa dos 20 anos. "Ao longo dos anos, Reade falou favoravelmente sobre trabalhar para Biden", relatou a Associated Press em 2020. Alguns anos antes de acusar Biden de agressão sexual, Reade elogiou repetidamente Biden em sua conta pessoal no Twitter, retweetando ou endossando comentários que o caracterizavam como um líder no combate à violência sexual. A CNN relatou em 2020 que, "Nos últimos anos, Reade elogiou Biden nas redes sociais em várias ocasiões." Quando questionada pela CNN sobre o motivo, ela disse que se sentia conflitante em relação a ele, apreciando o que ele fez politicamente pelas questões das mulheres e afirmando que "muitas coisas são verdadeiras ao mesmo tempo".
Reade foi uma das várias mulheres que, em 2019, acusaram Biden de "contato físico que as fez sentir desconfortáveis, como abraços indesejados, beijos na cabeça e proximidade desconfortável", segundo a ABC News.
Reade, uma democrata que apoiou vários candidatos além de Biden durante as primárias de 2020, afirmou que suas várias alegações contra Biden não tinham motivação política. Reade publicou suas memórias, Left Out: When the Truth Doesn't Fit In, em outubro de 2020.

### Artigos doThe Unionde 2019
Em 4 de abril de 2019, Reade contatou o The Union, um jornal local em Grass Valley, Califórnia, sobre seu trabalho para Joe Biden. Sua posição como assistente no escritório de Biden no Senado em Washington, D.C., incluía responsabilidades pelo programa de estagiários e pela entrega de correspondência interna. Ela alegou que Biden "costumava colocar a mão em [seu] ombro e passar o dedo pelo [seu] pescoço". Reade também relatou um incidente no qual membros da equipe de Biden, que ela não identificou, discutiram se ela deveria servir bebidas em um evento; Reade disse que ouviu da equipe que Biden queria que ela o fizesse porque gostava de suas pernas. Reade afirmou que, após recusar essa tarefa, foi repreendida pela gerente do escritório de Biden, Marianne Baker, que a orientou a usar saias mais longas e se vestir de forma mais recatada. Reade disse que apresentou uma queixa ao pessoal do Senado e que o escritório de Biden tomou conhecimento de suas reclamações.
Reade afirmou: "Minha vida foi um inferno... isso era sobre poder e controle... [após minha saída] eu não conseguia um emprego no Capitol Hill." Reade "não considerava os atos contra ela como sexualização. Em vez disso, [ela se comparava a] uma lâmpada que era exibida porque era bonita e descartada quando brilhava demais." Reade disse que queria que Biden dissesse: "Eu mudei a trajetória da sua vida. Desculpe-me." Em 2018, ela afirmou que o motivo de sua saída de Washington em 1993 foi para perseguir uma carreira como atriz ou artista devido à sua decepção com a xenofobia do governo americano em relação à Rússia. Em 2009, ela disse que o motivo de sua saída de Washington em 1993 foi para se mudar para o Meio-Oeste dos Estados Unidos com seu namorado. Ela publicou essas versões conflitantes no site Medium, e elas foram deletadas até 2020. Em 2020, Reade descreveu as publicações como "postagens de blog idiotas" que ela fez enquanto escrevia um romance, quando "não estava pronta para falar sobre Biden". Reade também disse que não se lembrava de ter escrito sobre a xenofobia do governo.
Por volta da mesma época do relatório mencionado, o jornal The Union publicou uma coluna escrita por Tara Reade, na qual ela alegou que seu supervisor a informou que Biden queria que ela "servisse bebidas em um evento" porque a achava "bonita" e também "gostava" de suas pernas, mas um assessor sênior interveio para impedir que Reade tivesse que fazê-lo, o que gerou uma discussão entre a equipe. Após esse incidente, Biden "frequentemente" tocava seu ombro e pescoço. Reade interpretou que "esses gestos não eram tanto sobre 'conexão', mas sobre estabelecer domínio na sala". Na mesma coluna, Reade escreveu: "[E]sta não é uma história sobre má conduta sexual; é uma história sobre abuso de poder." Reade afirmou que decidiu se manifestar em 2019 após assistir a um episódio do programa The View, no qual, segundo ela, a maioria dos painelistas defendeu Biden e atacou Lucy Flores, uma ex-deputada estadual de Nevada, que alegou que Biden beijou a parte de trás de sua cabeça sem consentimento.

### Outros esforços de denúncia em 2019
Em abril de 2019, a Associated Press entrevistou Reade sobre as alegações que ela fazia na época; ao constatar que partes de sua história contradiziam outros relatos e que suas acusações não podiam ser corroboradas, a Associated Press optou por não publicá-las. Naquele momento, Reade disse à Associated Press que Biden esfregou seus ombros e pescoço e brincou com seu cabelo. Ela afirmou que um colega a orientou a se vestir de forma mais modesta no trabalho. Reade disse: "Eu não tinha medo de [Biden], de que ele fosse me levar para uma sala ou algo assim. Não era esse tipo de clima."
O The Washington Post também entrevistou Reade em 2019, mas optou por não publicar a entrevista. Em 2020, o The Washington Post relatou que Reade disse a eles que Biden tocou seu pescoço e ombros, "e que havia pessoas ao redor dizendo que estava tudo bem". Reade culpou a equipe de Biden por "intimidação", colocando menos responsabilidade no próprio Biden: "Quero enfatizar: não é ele. São as pessoas ao redor dele que continuam encobrindo suas ações... ele deveria saber o que estava acontecendo comigo... Talvez ele pudesse ter sido mais atento à sua própria equipe." O The Washington Post afirmou que, em 2019, Reade "não mencionou a suposta agressão ou sugeriu que havia mais na história".
Em abril de 2019, Reade contatou a repórter Laura McGann, do Vox, para contar sua história. O Vox não publicou nenhuma matéria sobre Reade em 2019, após McGann tentar, sem sucesso, verificar o relato de Reade; McGann escreveu um artigo elogiando outras mulheres que compartilharam alegações sobre toques inadequados de Biden. Em maio de 2020, McGann detalhou as alegações que Reade fez a ela em 2019 e citou Reade dizendo: "Não sei se [Biden] sabia por que saí... Ele mal sabia nossos nomes." Reade enviou a McGann um ensaio semelhante ao publicado pelo The Union em 2019. McGann destacou as seguintes frases, idênticas em ambos os ensaios: "Esta não é uma história sobre má conduta sexual; é uma história sobre abuso de poder. É uma história sobre quando um membro do Congresso permite que sua equipe ameace, deprecie ou intimide em seu nome sem controle para manter o poder, em vez de modificar o comportamento." Reade explicou que não compartilhou sua história completa em 2019 porque achava que "a mídia a estava silenciando"; McGann contesta a precisão dessa caracterização das interações com jornalistas e observa que Reade anteriormente havia sido "enfática... que essa não era uma história de [má conduta] sexual".
Em 2019, Reade disse a McGann que sua mãe, já falecida, e uma amiga eram as únicas pessoas em quem ela confidenciou. A amiga, em 2019, disse a McGann: "[Não] foi tão grave. [Biden] nunca tentou beijá-la diretamente. Ele nunca fez um desses toques. Foi um daqueles casos de 'desculpe-me se você entendeu errado'... O que era assustador era que sempre acontecia na frente de outras pessoas." Reade disse a McGann que veículos de mídia, incluindo o The New York Times, estavam trabalhando na publicação de sua história.

## Alegação de agressão sexual

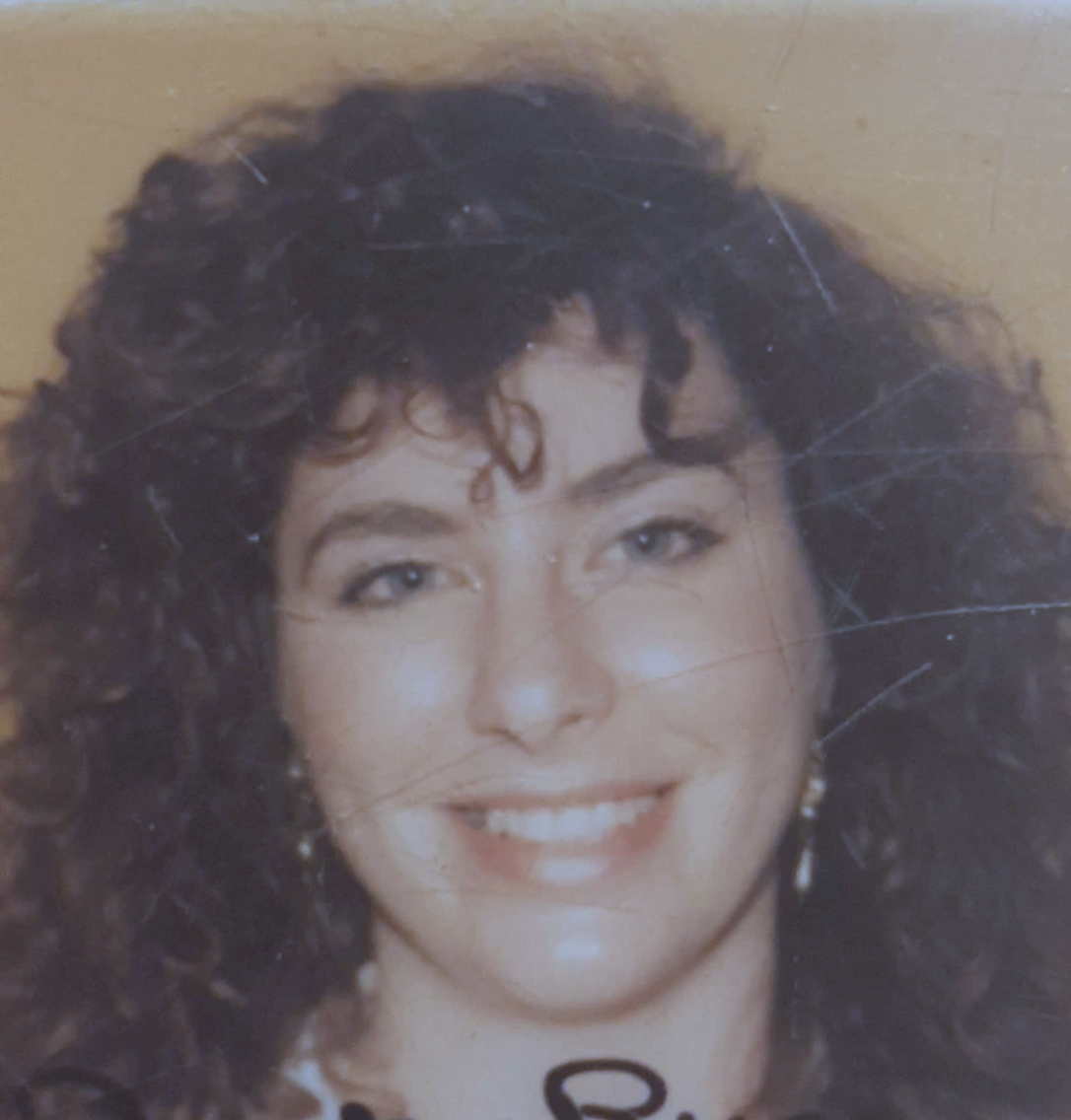
Foto do crachá de identificação de Tara Reade na Câmara dos Representantes dos EUA (1992)

Em uma entrevista em 25 de março de 2020 com Katie Halper, Reade alegou que Biden a empurrou contra uma parede, beijou-a, colocou a mão sob sua saia, a penetrou com os dedos e perguntou: "Você quer ir para outro lugar?" Reade disse à National Public Radio (NPR) para um artigo de 19 de abril: "Suas mãos foram por baixo da minha roupa e ele me tocou em áreas privadas sem o meu consentimento." Reade disse ao The Intercept que sua impressão era que Biden acreditava ter consentimento e ficou surpreso quando ela o rejeitou. Reade disse ao The New York Times para um artigo de 12 de abril que, quando ela se afastou de Biden, ele pareceu perplexo e disse: "Qual é, cara, ouvi dizer que você gostava de mim." Em seguida, ela afirmou que ele disse: "Você não é nada para mim, nada", seguido por "Você está bem, está tudo bem". Reade disse à NPR que não conseguia se lembrar do local exato ou da data do incidente, afirmando que provavelmente ocorreu em um porão de um edifício de escritórios do Senado em Washington, D.C., na primavera de 1993.
Reade disse ao The New York Times que, após a suposta agressão, ela relatou o assédio a três assessores de Biden (Ted Kaufman, Dennis Toner e Marianne Baker), mas não mencionou a agressão. Ela disse que nada aconteceu como resultado, então ela apresentou uma queixa ao escritório de pessoal do Senado, onde preencheu um formulário para solicitar aconselhamento. Reade disse à Associated Press que sua queixa ao escritório de pessoal do Senado era sobre "retaliação" e "ele querendo que eu servisse bebidas porque gostava das minhas pernas e achava que eu era bonita, e isso me deixava desconfortável", sem menção explícita a agressão sexual ou assédio sexual. Reade não possui uma cópia de sua queixa ao escritório de pessoal do Senado.
Reade disse ao The New York Times que suas funções no escritório foram eventualmente reduzidas e que Kaufman mais tarde disse que ela não se encaixava no escritório, instruindo-a a encontrar um novo emprego. No entanto, Reade disse à Associated Press que foi Toner quem afirmou que ela não se encaixava no trabalho e a encorajou a encontrar outro emprego, o que a Associated Press observou ser uma contradição com seu relato ao The New York Times. Em postagens de blog em janeiro e abril de 2020, ela escreveu que ninguém em Washington, D.C., quis contratá-la após sua demissão.

### Motivos para tornar pública a alegação etiming
Ao abordar por que tornou pública sua alegação de agressão sexual, Reade disse: "Espero, ao tornar isso público e sei que é difícil de ouvir, e é difícil viver isso, certo? Mas minha justiça agora, a única justiça que posso ter, é me mover livremente pelo mundo e me curar, sem ser silenciada." Segundo o The Intercept, Reade temia tornar pública sua história completa de agressão sexual e "ficou em silêncio" após receber assédio online relacionado às suas alegações anteriores, em abril de 2019, de toques inadequados, dizendo que mais tarde "pensou no mundo em que queria que sua filha vivesse e decidiu continuar contando sua história". Ela disse que não compartilhou a alegação de agressão inicialmente porque, em parte, "simplesmente não tinha coragem", e que, após alegar publicamente que ele a tocou de forma inadequada, ela recebeu ameaças de morte, uma "onda de críticas", e foi doxada.
Quando questionada por que não apresentou as alegações de agressão sexual antes, Reade disse à Newsweek que "não sabia realmente como [fazer isso], porque, como faria?" Reade contatou o Time's Up Legal Defense Fund em busca de apoio legal e de relações públicas para "divulgar sua história de forma segura". Uma vice-presidente do Centro Nacional de Direito da Mulher (NWLC), que supervisiona e distribui fundos para o Time's Up, expressou o desejo de ajudá-la o máximo possível, mas financiar sua defesa legal não era possível devido a restrições impostas pelo status 501(c)(3). O Time's Up forneceu a Reade uma lista de advogados para contatar; Reade disse que entrou em contato com todos, mas nenhum concordou em representá-la. Após não conseguir apoio legal, Reade escreveu em uma postagem de janeiro de 2020 no Medium: "Eu não contei toda a história do que aconteceu entre Joe Biden e eu."
Antes de Reade tornar pública sua alegação de agressão sexual, o repórter Ryan Grim escreveu no Twitter: "Uma disputa direta entre Biden e Sanders forçará os eleitores a olharem novamente para Biden. Isso foi muito ruim para ele da última vez." Reade respondeu via Twitter em 3 de março de 2020: "É isso. Timing... aguarde... tic toc." Grim mais tarde ajudou a relatar a história de Reade, embora afirme que não sabia de sua resposta de 3 de março e ainda não havia falado com Reade naquele momento. Reade explicou seu tweet dizendo que, na época, achava que havia garantido um advogado do Time's Up para ajudar a contar sua história.

### Relatos de conhecidos de Reade
Em 12 de abril de 2020, um artigo do The New York Times relatou entrevistas com Reade, várias de suas amigas, advogados, pessoas que trabalharam com Biden no início dos anos 1990 e sete mulheres que o acusaram de beijá-las, abraçá-las ou tocá-las de maneiras que as deixaram desconfortáveis. As sete mulheres não forneceram novas informações sobre suas experiências, mas várias reconheceram que acreditavam no relato de Reade. Durante as entrevistas e reportagens, o The New York Times afirmou que não surgiram outras alegações de agressão sexual contra Biden e que não foi identificado um padrão de má conduta sexual. Uma amiga disse que Reade lhe contou sobre a suposta agressão em 1993, enquanto outra afirmou que Reade, em 2008, relatou que Biden a tocou de maneira inadequada e que "ela teve uma experiência traumática enquanto trabalhava em seu escritório". O artigo do The New York Times incluiu dois ex-estagiários que disseram se lembrar de Reade "mudando de função repentinamente e deixando de supervisioná-los" no mesmo período em que Reade afirmou ter sido "bruscamente realocada".
Indivíduos anônimos que afirmaram terem ouvido Reade anteriormente foram mencionados no The New York Times e em outros meios de comunicação. Devido à falta de identificação, não se sabe quais desses indivíduos anônimos se sobrepõem. A Associated Press relatou em abril que conversou com duas outras pessoas que disseram que Reade lhes contou partes de sua história anos antes, publicando seus relatos anonimamente. Uma foi informada sobre a suposta agressão em 1993, e outra se lembra de ter ouvido sobre "assédio sexual" em 2007 ou 2008. O The Washington Post conversou com "uma amiga, uma ex-estagiária de outro parlamentar", que disse que Reade alegou uma agressão logo após o ocorrido. A CNN falou com uma amiga de Reade que havia estagiado para o senador Ted Kennedy, que afirmou ter sido informada na época sobre assédio sexual e agressão sexual, e que, em 2019, aconselhou Reade a tornar público apenas o assédio, não a agressão.
Joseph Backholm foi amigo de Reade entre 2002 e 2004 durante a faculdade de direito. Ele disse, no final de maio de 2020, que Reade lhe contou: "Quando eu estava em Washington, D.C., fui agredida sexualmente por alguém que você conheceria." Backholm afirmou que, na época, Reade usava o nome Tara McCabe e que ele só percebeu que conhecia a acusadora de Biden após reconhecê-la na entrevista com Megyn Kelly.

#### Fragmento de áudio doLarry King Live
Reade disse em abril de 2020 que contou à sua mãe, Jeanette Altimus, sobre o incidente em 1993. Quando Reade fez a alegação de agressão em 2020, Altimus já havia falecido. Reade e seu irmão afirmaram que sua mãe a encorajou a chamar a polícia após o suposto incidente, e que seu irmão se arrependeu de ter dito anteriormente a Reade para "seguir em frente, caras são idiotas".
Reade afirmou anteriormente que Altimus ligou anonimamente para o Larry King Live, dizendo: "minha filha foi assediada sexualmente, sofreu retaliação e foi demitida. Aonde ela pode buscar ajuda?" O episódio, que discutia a "natureza implacável da política e mídia em Washington, D.C.", foi transmitido pela CNN em 11 de agosto de 1993, com o título "Washington: A cidade mais cruel do mundo?" e apresentou uma ligação anônima de San Luis Obispo, Califórnia, na qual a pessoa disse: "Estou me perguntando o que um funcionário faria além de recorrer à imprensa em Washington? Minha filha acabou de sair de lá, após trabalhar para um senador proeminente, e não conseguiu resolver seus problemas de forma alguma, e a única coisa que ela poderia ter feito era recorrer à imprensa, mas ela escolheu não fazer isso por respeito a ele." King então perguntou: "Então, ela tinha uma história para contar, mas, por respeito à pessoa para quem trabalhava, não a contou?" A chamadora respondeu: "Isso é verdade." A CNN confirmou que Altimus vivia em San Luis Obispo na época da ligação.

#### Declaração do ex-marido de Reade
Em 7 de maio de 2020, o The Tribune relatou uma declaração apresentada por Theodore Dronen, ex-marido de Reade, a um tribunal em 1996, contestando uma ordem de restrição que Reade havia solicitado contra ele após ele pedir o divórcio. Dronen escreveu que Reade mencionou "um problema que ela estava enfrentando no trabalho relacionado a assédio sexual no escritório do senador Joe Biden". O documento não nomeou Biden como o agressor nem mencionou agressão sexual. Dronen acrescentou que Reade "eventualmente chegou a um acordo com o chefe de gabinete do escritório do senador e deixou seu cargo... Era evidente que esse evento teve um efeito muito traumático em [Reade], e que ela ainda é sensível e afetada por ele  [sic]."
Dronen citou o suposto incidente como um dos vários exemplos que "influenciam a percepção e o julgamento de [Reade]" para seu pedido de ordem de restrição. Dronen confirmou ao The Tribune em 7 de maio de 2020 que escreveu a declaração e recusou-se a comentar mais, dizendo: "Tara e eu terminamos nosso relacionamento há mais de duas décadas em circunstâncias difíceis. Não estou interessado em reviver esse capítulo da minha vida. Desejo o melhor a Tara e não tenho mais nada a dizer."

### Reportagens doVoxe outros
Em maio de 2020, a jornalista do Vox Laura McGann conversou novamente com a amiga anônima que, em 2019, disse a McGann que ouviu que Biden havia tocado Reade, mas não a agrediu sexualmente, afirmando que ele nem mesmo "tentou beijá-la diretamente". A amiga agora contou a McGann uma história que correspondia à alegação de agressão sexual de Reade em 2020, explicando a ausência anterior dessa informação: "Ela quis manter uma camada de proteção, e eu não quis trair isso. Não era meu papel." McGann perguntou a Reade por que ela não mencionou Lynda LaCasse como uma fonte potencialmente relevante em 2019 ou em 2020 para os primeiros jornalistas que a entrevistaram, incluindo Katie Halper. Reade respondeu que não achava que LaCasse fosse uma fonte relevante porque só contou a ela sobre o incidente em 1995. Reade também disse a McGann que inicialmente achava que duas outras amigas anônimas não eram relevantes e, portanto, não as mencionou aos jornalistas antes.
Alguns conhecidos de Reade que afirmam terem ouvido dela anteriormente divulgaram suas identidades. Lorraine Sanchez se apresentou ao Business Insider; ela foi colega de trabalho de Reade entre 1994 e 1996 e diz que Reade lhe contou sobre "assédio sexual" e sobre uma queixa apresentada, que levou à perda de seu emprego, mas não se lembra se Reade nomeou Biden ou que tipo de assédio ocorreu. Lynda LaCasse, ex-vizinha de Reade, também se apresentou ao Business Insider e, posteriormente, à CNN, para artigos publicados em 27 e 28 de abril, respectivamente. LaCasse disse à CNN que Reade lhe contou sobre a suposta agressão de Biden "...em meados dos anos 1990". LaCasse informou à CNN que aconselhou Reade na época a registrar um boletim de ocorrência. Segundo a CNN, "foi no último ano, quando Reade trouxe à tona o nome de Biden, que LaCasse disse a ela que se lembrava da conversa sobre a suposta agressão sexual." LaCasse disse ao Business Insider que se lembrou das alegações quando Reade a contatou recentemente, dizendo: "essa história do Joe Biden está surgindo novamente."
Collin Moulton, irmão de Reade, inicialmente relatou ao The Washington Post que Reade lhe disse em 1993 que Biden tocou seu pescoço e ombros. Ele mencionou um "incidente com uma bolsa de ginástica" e que Biden "foi inadequado". A ABC News também entrevistou Moulton em março de 2020; ele disse que Reade mencionou "'assédio no trabalho' de Biden", mas que "ele só ouviu o relato da agressão na primavera". Mais tarde naquele dia, Moulton enviou uma mensagem à ABC News para "esclarecer" que Reade lhe disse em 1993 que Biden "mais ou menos a encurralou contra uma parede" e "colocou as mãos por baixo de suas roupas".

### Investigações de vários jornalistas
De acordo com um resumo em uma peça investigativa da Associated Press, baseada em entrevistas com mais de uma dúzia de conhecidos de Reade, ela usava "seu charme e talento para o drama para manipular aqueles que a apoiavam até que sua boa vontade se esgotasse", e "algumas pessoas que lidaram com ela a consideravam enganadora e manipuladora, enquanto outras a viam como uma sobrevivente heroica". Reade disse à Associated Press: "Não sou uma mentirosa, manipuladora ou aproveitadora. Realmente entendi o que é lutar e ser pobre."
Natasha Korecki do Politico entrevistou vários ex-conhecidos de Reade que relataram experiências negativas com ela. Korecki descreve dois temas emergentes de suas histórias: até 2018, Reade "falava favoravelmente sobre seu tempo trabalhando para Biden", e Reade "os deixou com a sensação de terem sido enganados". Esses conhecidos acreditam que Reade foi "enganadora" e "manipuladora" com eles. Uma delas, a advogada e defensora de vítimas de violência doméstica Kelly Klett, alugou um quarto em sua casa para Reade em 2018. Klett disse que Reade a contatou em 2019 após sua entrevista com o The Union, alegando que Biden tocou seu pescoço e ombros. Klett afirmou que ficou desconfiada das intenções da ligação, pois sentiu que Reade "estava tentando plantar uma história comigo, para que mais tarde pudesse dizer: 'Contei a história para essa advogada com quem trabalhei.'"
O então advogado de Reade, Douglas Wigdor, disse ao Politico que acreditava que mencionar as disputas de Reade com ex-proprietários "não avança a conversa" sobre sua alegação de agressão sexual. Wigdor também afirmou que comentários positivos de uma acusadora em relação ao acusado "não são incomuns".

### Desenvolvimentos posteriores
Em 9 de abril de 2020, Reade registrou um boletim de ocorrência no Departamento de Polícia Metropolitana de Washington [en] alegando que foi agredida sexualmente na primavera de 1993. Reade reconheceu que o prazo de prescrição havia expirado e afirmou que registrou o boletim "apenas por motivos de segurança". O Departamento de Polícia Metropolitana de Washington informou em 25 de abril que a queixa dela é um caso inativo. Segundo o USA Today, "Um registro revisado pela AP não mencionava Biden pelo nome. A NPR, no entanto, relatou que um registro menciona Biden e apresentou um pedido da Lei de Liberdade de Informação [en] para o relatório completo."
Em 28 de abril, Reade disse à Fox News: "Estou pedindo a liberação dos documentos mantidos pela Universidade de Delaware que contêm os registros de pessoal de Biden, pois acredito que incluirão meu formulário de queixa, bem como minha carta de demissão e outros documentos", e questionou por que eles estavam sob sigilo. Em resposta, em 1º de maio, Biden emitiu uma declaração dizendo que os arquivos de pessoal da equipe estão armazenados no Arquivo Nacional e Administração de Registros, e não nos seus documentos na Universidade de Delaware. Ele então pediu ao secretário do Senado que trabalhasse com os Arquivos Nacionais para identificar e liberar qualquer queixa de Reade e quaisquer outros documentos relevantes. Biden reiterou seu pedido naquela manhã em uma entrevista com Mika Brzezinski na MSNBC. No mesmo dia, a repórter do New York Times Lisa Lerer disse que Reade cancelou uma entrevista planejada com a Fox News, afirmando que "ameaças de morte recebidas por ela e seu filho a deixaram nervosa sobre estar no centro das atenções". Em 4 de maio, o escritório do secretário do Senado afirmou que não poderia atender ao pedido de Biden, pois os registros são "estritamente confidenciais". A campanha de Biden então perguntou se a existência dos registros e seus denunciantes poderia ser divulgada, bem como os procedimentos e formulários para tais queixas em 1993. Em uma entrevista com Megyn Kelly, Reade disse que estaria disposta a fazer um polígrafo se Biden também o fizesse. Kelly também perguntou se Reade, como Christine Blasey Ford, estaria disposta a passar por um interrogatório cruzado e testemunhar sob juramento; Reade respondeu "absolutamente" a ambas as perguntas.
Em 8 de maio, a Associated Press informou que os advogados Douglas Wigdor [en] e William Moran estavam representando Reade. Wigdor, conhecido por representar seis mulheres que alegaram má conduta sexual por Harvey Weinstein e por ser um proeminente doador de Donald Trump, afirmou que estava trabalhando pro bono; Moran é um ex-escritor e editor da agência de notícias russa Sputnik. Em 11 de maio, Wigdor disse que sua firma enviou uma carta a Biden para novamente pedir permissão para buscar em seus arquivos e ao escritório do Secretário do Senado para liberar uma cópia da queixa que Reade supostamente apresentou em 1993. Em 22 de maio, Wigdor anunciou que não representava mais Reade.

### Credibilidade de Reade questionada
Em 19 de maio, a CNN publicou um relatório sobre Reade e suas alegações, no qual a Universidade de Antioch contestou as afirmações de Reade de que ela obteve um diploma de bacharel lá e trabalhou como "professora visitante". Karen Hamilton, porta-voz da Antioch, disse que Reade nunca se formou e frequentou a Antioch por apenas três trimestres; além disso, ela afirmou que Reade nunca foi membro do corpo docente da universidade, e apenas trabalhou em uma posição de meio período realizando trabalho administrativo na escola como "Avaliadora de Aprendizado Prévio".
Reade afirmou ter obtido um diploma de bacharel por meio de um "programa protegido" para sobreviventes de agressão sexual, e que foi "acelerada" para a faculdade de direito da Universidade de Seattle com a ajuda da então presidente da Antioch, Tullise Murdock. Essas alegações foram negadas pela Antioch, que afirmou que nenhum programa protegido existia e que Murdock disse que não houve arranjos especiais.
Quando questionada se era licenciada para praticar direito na Califórnia, Reade testemunhou que nunca fez o exame da ordem; no entanto, uma postagem de blog dela escrita em 2012 documentava sua terceira tentativa de passar no exame da ordem da Califórnia. Ela testemunhou que trabalhou como assistente legislativa para Biden; segundo registros do Senado dos EUA, Reade trabalhou como assistente de equipe, um papel mais júnior. Por fim, o currículo de Reade dizia que ela trabalhou para Biden de 1991 a 1994; no entanto, Reade trabalhou para Biden por oito meses, de 1992 a 1993.
As credenciais de Reade e a veracidade de seu testemunho como testemunha especialista em casos de violência doméstica foram questionadas por vários advogados da Califórnia contra cujos clientes ela havia aparecido. Reade atuou como testemunha especialista em vários casos envolvendo violência doméstica no Condado de Monterey, Califórnia. Advogados de defesa e o escritório do promotor público anunciaram a revisão de casos para determinar se Reade deturpou suas credenciais e se seu testemunho influenciou significativamente o resultado dos casos. Posteriormente, Reade foi investigada por promotores no Condado de Monterey, Califórnia, por mentir sob juramento sobre suas credenciais educacionais em suas aparições como testemunha especialista em abuso doméstico. A investigação determinou que ela fez declarações falsas sob juramento, mas Reade não foi processada por perjúrio porque essas declarações não foram materiais para o resultado de um caso judicial.
Após as investigações jornalísticas que questionaram a credibilidade de Reade, suas alegações não impediram o Partido Democrata de nomear Biden para presidente na Convenção Nacional Democrata de 2020, e Biden foi eleito presidente em novembro. Reade nunca retratou suas acusações, falando em entrevistas após a posse de Biden e após as eleições de meio de mandato de 2022, incentivando a nova maioria republicana na Câmara dos EUA a investigar suas alegações.

### Deserção para a Rússia
Em maio de 2023, Tara Reade anunciou, durante uma entrevista à agência de notícias Sputnik em Moscou, ao lado de Maria Butina, a quem chamou de amiga, que havia desertado para a Rússia. Butina, anteriormente condenada nos Estados Unidos por atuar como agente russa não registrada, afirmou ter solicitado pessoalmente a Vladimir Putin que acelerasse o pedido de cidadania russa de Reade. Durante a entrevista, Reade expressou críticas aos Estados Unidos, afirmando que se sentia segura em Moscou. Diversos ex-oficiais de inteligência manifestaram preocupações. Javed Ali, ex-funcionário sênior do Conselho de Segurança Nacional na administração Trump, sugeriu que, "dada a relação autoproclamada de Reade com Butina, é possível que a Rússia tenha facilitado sua mudança para o país como parte de uma campanha de propaganda anti-EUA". A ex-analista da CIA, Gail Helt, foi além: "Para mim, como oficial de inteligência observando isso, acho que ela poderia absolutamente ser um ativo russo. Ela pode estar ciente ou não disso. Mas, ao chegar a Moscou, acredito que ela está ciente nesse momento."

## Negações e respostas
Em março de 2020, a campanha presidencial de Biden emitiu uma resposta por meio da vice-gerente de campanha, Kate Bedingfield. Ela afirmou: "O vice-presidente Biden dedicou sua vida pública a mudar a cultura e as leis em torno da violência contra as mulheres. Ele foi o autor e lutou pela aprovação e reautorização da histórica Lei da Violência contra as Mulheres [en]. Ele acredita firmemente que as mulheres têm o direito de serem ouvidas – e ouvidas com respeito. Tais alegações também devem ser rigorosamente examinadas pela imprensa independente. O que está claro sobre essa alegação: é falsa. Isso absolutamente não aconteceu."
Biden abordou pessoalmente a acusação em 1º de maio de 2020, declarando em uma entrevista ao vivo no programa MSNBC Morning Joe [en] que "isso nunca, nunca aconteceu". Além disso, Biden emitiu uma declaração oficial negando a acusação e pediu à mídia que "examinasse e avaliasse o registro completo e crescente de inconsistências na história dela, que mudou repetidamente em aspectos grandes e pequenos". Em sua declaração formal, Biden mencionou a Lei da Violência contra as Mulheres, que ele afirmou ter escrito "há mais de 25 anos", acrescentando:
| “ | Eu sabia que precisávamos mudar não apenas a lei, mas a cultura. [...] Reconheço minha responsabilidade de ser uma voz, um defensor e um líder para a mudança cultural que começou, mas está longe de estar concluída. Portanto, quero abordar as alegações de uma ex-funcionária de que eu me envolvi em má conduta há 27 anos. Elas não são verdadeiras. | ” |

Após a acusação, David Axelrod, ex-assessor principal da campanha de Barack Obama em 2008, afirmou que o processo de seleção de Biden como vice-presidente não encontrou nenhuma alegação de má conduta sexual.
Em 14 de maio, ao ser questionado por Lawrence O'Donnell da MSNBC se ele se lembrava de Reade, Biden respondeu: "Para ser honesto, não me lembro."

## Ex-funcionárias apoiando Biden

### Funcionárias mulheres apoiando Biden
Marianne Baker, ex-assistente executiva de Biden, emitiu a seguinte declaração por meio da campanha de Biden: "Nunca testemunhei, ouvi ou recebi qualquer relato de conduta inadequada, ponto final – nem de Reade, nem de qualquer outra pessoa. Não tenho absolutamente nenhum conhecimento ou memória do relato de eventos de Reade, que teria deixado uma impressão marcante em mim como mulher profissional e como gerente." Separadamente, Melissa Lefko, assistente contemporânea, disse que nunca sofreu assédio e considerava o escritório de Biden um "ambiente muito acolhedor para mulheres".
Em 15 de maio de 2020, o PBS NewsHour publicou um artigo resumindo entrevistas com 74 ex-funcionários de Biden. Muitos deles não acreditavam nas alegações de Reade. Mais de 20 entrevistados trabalharam lá ao mesmo tempo que Reade; muitos não se lembravam dela. Os autores do artigo, Daniel Bush e Lisa Desjardins, concluíram das entrevistas que "Biden era conhecido como um chefe exigente, mas justo e orientado à família, dedicado à sua vida em Delaware e comprometido com a igualdade de gênero no seu escritório", e que ele não era um dos senadores "assustadores" que as funcionárias alertavam umas às outras para evitar.

### Contradições
Alguns detalhes das lembranças de Reade sobre seu tempo no escritório de Biden foram corroborados (como a rota de ginástica de Biden e a orientação para se vestir de forma mais modesta), enquanto outros foram contraditos. Nenhum dos funcionários ouviu falar de má conduta sexual por parte de Biden. Alguns duvidaram que Biden pudesse ter agredido Reade como descrito sem ser visto, pois a área era geralmente lotada e não havia espaços privados ou alcovas que correspondessem à descrição de Reade. Certos funcionários descartaram a alegação de que ela teria sido solicitada a servir bebidas em um evento de arrecadação. Mais de 50 funcionários disseram não se lembrar de terem participado de eventos de arrecadação para Biden; alguns relataram que havia uma política que proibia funcionários de fazer campanha.
Um funcionário, Ben Savage, que disse ter trabalhado diretamente ao lado de Reade, informou à PBS e à CNN que Reade estava sobrecarregada com a carga de trabalho e que ele a denunciou ao chefe de gabinete adjunto Dennis Toner por má administração de correspondências de eleitores, resultando na redução de suas tarefas e, eventualmente, na demissão por baixo desempenho. Savage também disse à CNN que Reade acreditava ter perdido o emprego por "discriminação devido a um problema de saúde".

## Comentários

### Avaliação da veracidade e consistência
Asma Khalid, da NPR, escreveu: "Alguns detalhes do relato de Reade foram inconsistentes, e sua história mudou ao longo do tempo", observando que, em 2019, ela não mencionou agressão sexual. Laura McGann, do Vox, que conduziu várias entrevistas com Reade e outras fontes relevantes, afirmou: "A história que ela e suas testemunhas corroborantes contam mudou drasticamente." Joan Walsh, escrevendo na The Nation, disse que a alegação de agressão sexual de Reade "não resiste a um exame minucioso". Em New York Magazine, o comentarista político Jonathan Chait afirmou que inicialmente achou as alegações de Reade críveis, mas que as descobertas relatadas por PBS, Laura McGann no Vox e Natasha Korecki no Politico lançaram dúvidas sobre a veracidade das acusações.
Katie Halper, cuja entrevista com Reade, publicada na Current Affairs, trouxe à tona a alegação de agressão sexual, escreveu no The Guardian: "Reade forneceu mais detalhes com o tempo, algo comum entre sobreviventes de agressão sexual." Nathan J. Robinson, editor-chefe da Current Affairs, conversou extensivamente com Reade e escreveu que ela foi "completamente consistente e franca". Ryan Grim, do The Intercept, que escreveu artigos sobre a acusação mais grave de Reade contra Biden, opinou ao The Washington Post que, "dado que várias pessoas dizem que ela tem contado essa história por mais de 25 anos", revelações subsequentes sobre a reputação de Reade com esses ex-conhecidos "não alteram realmente os contornos básicos de suas histórias".

### Verificação pela mídia e politização
Laura McGann, do Vox, detalhou suas tentativas de verificar a história de Reade e sua frustração como jornalista profissional que queria publicar a história, mas não conseguiu reunir evidências corroborativas suficientes, como ocorreu com as acusações contra Harvey Weinstein e Charlie Rose. Como resultado, o Vox não publicou nada sobre Reade em 2019. Também não o fizeram o The New York Times, The Washington Post e a Associated Press, que também investigavam a história. Em Slate, Christina Cauterucci questionou a escolha de Reade por fazer sua primeira entrevista televisionada no "programa de uma mulher só" de Megyn Kelly, que não precisa seguir padrões jornalísticos rigorosos. Amanda Marcotte, do Salon, afirmou que "a história das alegações de Reade contra Biden mostra o que pode acontecer quando os padrões rigorosos defendidos por publicações mainstream são contornados por uma abordagem mais crédula e politizada. A falha em verificar a história metodicamente e em abordar antecipadamente seus elementos mais estranhos abriu as portas para uma enxurrada de teorias da conspiração e desinformação." A colunista do The Guardian, Arwa Mahdawi, disse que era frustrante ver conservadores "usarem as acusações como arma" e liberais "fecharem os olhos" para elas.